# Neopelta amphiaster
Neopelta amphiaster är en svampdjursart som först beskrevs av Schmidt 1879.  Neopelta amphiaster ingår i släktet Neopelta och familjen Neopeltidae.
Artens utbredningsområde är havet kring Kuba. Inga underarter finns listade i Catalogue of Life.